# گولدستریم (آلاسکا)
گولدستریم (به انگلیسی: Goldstream) یک روستا در ایالات متحده آمریکا است که در روستای ستاره فیربانک شمالی واقع شده‌است. گولدستریم ۲۲۲٫۶۹ کیلومتر مربع مساحت و ۳٬۹۲۴ نفر جمعیت دارد.